# 华南忍冬
华南忍冬（学名：Lonicera confusa）是忍冬科忍冬属的植物。分布于越南北部、尼泊尔以及中国大陆的广东、海南、广西等地，生长于海拔800米的地区，一般生长在灌丛中、平原旷野路旁、杂木林、丘陵地的山坡以及河边，目前尚未由人工引种栽培。

## 别名
大金银花、山金银花（广西） 土银花、左转藤（广东） 山银花（广东汕头、海南） 土花、黄鱼鳝花（广东云浮） 土忍冬（广州、广西）

## 异名
- Lonicera confusa (Sweet) DC. var. glabrocalyx Miau et X. J. Liu

## 外部連結
- 华南忍冬 Huananrendong（页面存档备份，存于） 藥用植物圖像數據庫 (香港浸會大學中醫藥學院) （中文）（英文）
- 山銀花 中藥材圖像數據庫  (香港浸會大學中醫藥學院) （中文）（英文）